# エリザベート・ゼーダーシュトレーム
アンナ・エリザベート・ゼーダーシュトレーム（Anna Elisabeth Söderström, 1927年5月7日 - 2009年11月20日）は、スウェーデンのソプラノ歌手。

## 経歴
1927年、ストックホルム生まれ。ストックホルム王立音楽院にて声楽を学び、1947年にドロットニングホルム歌劇場でデビューを飾った。
1948年からストックホルム王立歌劇場を本拠に主にオペラ歌手として活躍し、1957年にはリヒャルト・シュトラウスの『ナクソス島のアリアドネ』の作曲家役を歌ってグラインドボーン音楽祭に登場した。1959年から1964年までメトロポリタン歌劇場と出演契約を結び、1969年から翌年にかけてコヴェントガーデン王立歌劇場にも出演している。1978年にはジェルジ・リゲティの『ル・グラン・マカブル』のストックホルムでの初演でアマンダ役を演じた。
1999年に引退し、2009年にストックホルムにて没した。